# Res Publica Christiana
Rzeczpospolita Chrześcijańska (łac. Res Publica Christiana) – koncepcja związku chrześcijańskich państw europejskich, oparta na idei civitas christiana, wysunięta w 1306 przez Pierre’a Dubois, doradcę króla Francji Filipa IV Pięknego, w dziele O odzyskaniu Ziemi Świętej.
Związek miał nie naruszać praw suwerennych państw, jednak mógł stosować sankcje wojskowych wobec agresorów, zdrajców religii (treuga Dei). Zakładano również powstanie Trybunału Rozjemczego, który można uznać za prototyp dzisiejszego sądownictwa międzynarodowego.